# Stato di Oudh
Lo stato di Oudh (/ ˈaʊd /, anche noto come regno di Oudh, o stato di Awadh) è stato un principato indipendente nella regione Awadh dell'India del Nord tra il 1732 e l'occupazione degli inglesi nel 1856. Oudh, anche storicamente scritto come Oude, deriva dal nome di Ayodhya, la sua prima capitale.
Con il declino e il decentramento dell'Impero Mughal, i governatori locali di Oudh iniziarono a rivendicare una maggiore autonomia, e alla fine Oudh maturò in una entità politica indipendente che governava le fertili terre del Doab centrale e inferiore. Dopo la conquista del Bengala la British East India Company sconfisse Oudh nella battaglia di Buxar nel 1764, portando il principato nell'orbita di influenza britannica. La capitale ufficiale di Oudh venne spostata a Faizabad, ma gli agenti britannici avevano sede a Lucknow. 
Lo stato di Oudh si unì ad altri stati indiani nei moti indiani del 1857 contro il dominio britannico. Nel corso di questa rivolta i distaccamenti dell'esercito indiano britannico di Bombay sconfissero i movimenti di ribellione indiani, che nonostante la disfatta continuarono a condurre scontri sporadici di guerriglia fino alla primavera del 1859. 
Ufficialmente Il 7 febbraio 1856 il Generale della Compagnia delle Indie Orientali depose il re di Oudh (Wajid Ali Shah) e annesseil principato all'India britannica. Tra il 5 luglio 1857 e il 3 marzo 1858 vi fu una rappresaglia capeggiata dal figlio del re deposto,che si unì alla ribellione indiana. Al tempo della ribellione, gli inglesi persero il controllo del territorio ma ne ristabilirono il dominio nei successivi diciotto mesi, verso la fine del 1859.

## Storia

### Fondazione
Saadat Ali Khan I venne nominato Nawab di Oudh il 9 settembre 1722. Durante il suo regno sottomise immediatamente gli Shaikhzadas autonomi di Lucknow e Raja Mohan Singh di Tiloi, consolidando Oudh come stato. Nel 1728, Oudh acquisì ulteriormente Varanasi, Jaunpur e alte terre circostanti.
Nel 1739 Saadat Khan mobilitò Oudh per difendere i suoi possedimento contro l'invasione persiana di Nader Shah, ma durante lla battaglia di Karnal venne catturato e portato a Delhi ci morì nello stesso anno. Nel 1740, il suo successore, Safdar Jang, trasferì la capitale dello stato da Ayodhya a Faizabad e ottenuto il riconoscimento dalla Persia continuò la politica espansionistica di Saadat Khan, promettendo protezione militare al Bengala. Safdar Jang, attraverso la sua politica arrivò al punto di controllare il sovrano di Delhi, mettendo Ahmad Shah Bahadur sul trono Mughal con la collaborazione di altri nobili Mughal. Nel 1748 ottenne la sottomissione di Allahabad con il sostegno ufficiale di Ahmad Shah. Questo è stato senza dubbio l'apice dello spazio territoriale di Oudh.

### L'influenza britannica
Poiché Oudh era situato in una regione particolarmente prospera, la British East India Company notò presto l'influenza in cui godevano i Nababbi di Oudh. In primo luogo, gli inglesi cercarono di proteggere le frontiere del Bengala e il loro commercio redditizio e solo successivamente avviarono un piano di espansione territoriale. Il dominio britannico fu stabilito nella battaglia di Buxar del 1764, quando la Compagnia delle Indie Orientali sconfisse l'alleanza tra il nawab di Oudh Shuja-ud-Daula e il deposto nawab del Bengala Mir Kasim.
La battaglia fu una svolta decisiva per l'astro nascente di Oudh. L'effetto immediato fu l'occupazione britannica del forte di Chunar e la cessione delle province di Kora e Allahabad al sovrano di Mughal Shah Alam II ai sensi del Trattato di Benares (1765). Shaja-ud-Daula dovette inoltre pagare 5 milioni di rupie come indennità e accettare indirettamente l'influenza britannica nelle questioni interne dello stato di Oudh, rendendolo de facto uno stato cuscinetto contro i Maratha. Il trattato garantiva inoltre ai commercianti britannici privilegi speciali ed esenzioni da molti dazi doganali, il che portò a tensioni quando furono stabiliti i monopoli britannici.
A partire dal 1870 la British East India Company supporto la politica di Oudh ed iniziò a favorire il principatoattraverso aiuti militari con il fine di rafforzare lo status di Oudh come stato cuscinetto contro i Maratha. Alla conclusione della prima guerra di Rohilla nel 1774, Oudh ottenne la totalità di Rohilkhand e della regione di Middle Doab, lasciando lo stato indipendente di Rampur solo come enclave di Rohilla. Con il Trattato di Benares (1775) Oudh entrò definitivamente nella sfera di influenza dell'Impero britanno, che da lato suo continuò a concedere più terra e controllo economico al principato. 
Alla luce delle guerre napoleoniche e delle richieste britanniche di maggiori entrate da parte della Compagnia, nel 1801, Saadat Ali Khan II cedette l'intero Rohilkhand e il Lower Doab, nonché il sarkar di Gorakhpur all'impero sotto la pressione di Lord Wellesley. La cessione dimezzò le dimensioni del principato, rendendolo inutile dal punto di vistata strategico alla funzione di stato cuscinetto.
Le regioni di Farrukhabad e Rampur non erano ancora annesse dagli inglesi ma hanno servito come stati principeschi indipendenti. Il regno divenne un protettorato britannico nel maggio 1816 . Tre anni dopo, nel 1819, il Ghazi-ud-Din Haidar Shah prese il titolo di padshah (re), segnalando l'indipendenza formale dall'Impero Mughal su consiglio del Marchese di Hastings.Durante i primi del 1800 fino all'annessione, diverse aree furono gradualmente cedute agli inglesi.

### Annessione all'Impero britannico
Il 7 febbraio 1856 per ordine di Lord Dalhousie, Generale della Compagnia delle Indie Orientali, il re di Oudh (Wajid Ali Shah) fu deposto e il suo regno fu annesso all'India britannica Tra il 5 luglio 1857 e il 3 marzo 1858 vi fu una rappresaglia ordita dal figlio del re deposto che si unì alla ribellione indiana. Al tempo della ribellione, gli inglesi persero il controllo del territorio; ristabilirono il loro dominio nei successivi diciotto mesi, durante i quali vi furono massacri come quelli avvenuti nel corso dell'Assedio di Cawnpore.
Dopo che il territorio di Oudh fu unito alle province del Nord Ovest, formò la più grande provincia delle province del Nord Ovest e Oudh. Nel 1902, quest'ultima provincia fu ribattezzata Provincia Unita di Agra e Oudh, e nel 1904 la regione all'interno delle nuove Province Unite, corrispondente all e precedenti Province del Nord Ovest e Oudh, fu ribattezzata Provincia di Agra.